# Star Wars Jedi Knight: Jedi Academy
Star Wars Jedi Knight: Jedi Academy is een Star Wars first-person shooter/Third-person shooter computerspel uitgegeven op 16 september 2003. Het is ontworpen door Raven Software en uitgegeven en op de markt gebracht door LucasArts in Noord-Amerika en door Activision in de rest van de wereld.

## Spel
Het spel is aangedreven door dezelfde versie van de Quake III engine die is gebruikt in Jedi Knight II: Jedi Outcast, welke veranderde Quake code bevatte voor third-person view en nieuwe lightsaber-effecten. (Jedi knight II had dit third-person-aanzicht ook). De speler kan aan het begin van het spel zijn eigen uiterlijk bepalen, waarbij hij kan spelen als onder anderen een mens, Twi'Lek of Rodiaan. Ook kan de speler naarmate hij meer levels speelt zijn Force krachten vergroten. Spelers hebben de keuze om hun eigen lightsaber te maken door een handvat en de kleur van de lichtstraal. Na verschillende objectieven te voltooien, komen er nieuwe stijlen vrij waaronder de mogelijkheid om twee verschillende lightsabers te gebruiken in een stijl bekend als: Jar'Kai, gebruikt door Anakin Skywalker in het laatste gevecht van Star Wars: Episode II: Attack of the Clones, of de dubbel-lichtstraal saber (bekend als staff). 

## Plot
De speler speelt het verhaal als Jaden Korr, een student die vanuit Coruscant naar de Academy gaat om als Padawan te studeren. De shuttle wordt neergeschoten terwijl deze de maan Yavin 4 nadert. Jaden gaat met behulp van Rosh Penin, een medestudent, naar de Massasitempel, waar de Force energie uit wordt gestraald door Tavion met behulp van een scepter. Terwijl hij spioneert wordt hij opgemerkt en door de scepter buiten bewustzijn gestraald.
Wanneer hij bijkomt, vertelt hij aan Kyle Katarn en Luke Skywalker wat hij heeft gezien. Hierna gaat hij naar de Academy, waar hij aan zijn training begint met Kyle Katarn als zijn mentor en Rosh Penin als medestudent. Nadat hij de basistraining heeft voltooid doet hij mee aan 4 of 5 missies (dit is afhankelijk van de keuze van de speler).
Na deze missies gaat hij naar Hoth. Hij moet hier onderzoeken of de Disciples of Ragnos, zoals de groep die de Force energie van Yavin heeft meegenomen, ook op Hoth bezig zijn met het verzamelen van energie. Als hij landt merkt hij dat de Force al is meegenomen. Hij gaat Echo Base binnen waar hij een confrontatie heeft met Alora, een leerling van Tavion. Deze ontsnapt, nadat ze heeft gezegd dat ze elkaar opnieuw zullen ontmoeten.
Hierna gaat Jaden terug naar de Academy. Hier vertelt hij wat hij heeft ontdekt en komt hij erachter dat Rosh gevangen is genomen. Opnieuw voltooit hij 4 of 5 missies, waarna hij samen met Kyle naar Vjun gaat. Hier staat Darth Vaders paleis, waardoor het een doelwit wordt voor de Disciples of Ragnos. Nadat ze samen door de buitenste verdedigingen en het onderste deel van het kasteel heen zijn gekomen wordt Kyle door een explosie weer naar beneden geworpen en moet Jaden alleen verder. Hij komt uiteindelijk terecht in een troonzaal van de Sith Lord, waar hij tot zijn verbazing Rosh de energie ziet verzamelen. Hij gaat de confrontatie met hem aan en verslaat hem net op het moment dat Kyle binnenkomt. Ook Tavion komt echter binnen en neemt Rosh mee. Jaden redt zijn eigen leven en dat van Kyle door het plafond te laten instorten.
Terug op de Academy vertellen de twee wat ze hebben meegemaakt en krijgt Jaden de promotie tot Jedi Ridder. Hij voltooid opnieuw 4 of 5 missies. Luke ontdekt intussen wat de Disciples willen bereiken: Marka Ragnos terugbrengen tot het leven. Hij stuurt alle Jedi naar Korriban om dit te voorkomen. Kyle en Jaden gaan nog niet meteen. Zij gaan naar Taspir 3, vanwaar Rosh een noodsignaal heeft gestuurd. Nadat Jaden zich door de fabriek heen heeft gevochten treft hij Rosh aan, die duidelijk niet gevangen is.
Dit is een kritiek moment in het spel. De speler kan kiezen of hij Rosh wil sparen of wil neerslaan. Deze keuzes leiden naar de lichte of duistere kant van de Force. 
Als de speler Rosh spaart, wordt zijn rechterarm door Alora afgehakt, waarna Jaden haar verslaat en doodt. Hierop neemt Kyle de zorg voor Rosh op zich, terwijl Jaden zelf naar Korriban gaat. Hier verslaat hij Tavion, die vervolgens Ragnos terugroept. Ragnos neemt bezit van Tavion, waarna Jaden ook hem verslaat. Hierop wordt Tavion door Ragnos gedood, voordat deze weer wegvlucht. Jaden vernietigt vervolgens de ingang van de Tampel. Hij vertelt aan Luke en Kyle wat zich binnen heeft afgespeeld en gaat naar Yavin 4, waar Rosh een kunstmatige arm heeft gekregen. De Star Destroyer die om de planeet heen cirkelt wordt door 3 Mon Calamari Star Cruisers verwoest.
Als de speler Rosh neersteekt, vecht hij eerst tegen Alora, die hij doodt. Vervolgens gaat Jaden naar Korriban om de scepter voor zichzelf op te eisen. Hij vecht tegen zowel Dark Jedi als gewone Jedi terwijl hij naar Tavion gaat. Deze doodt hij ook. Voordat hij de scepter vast kan pakken komt Kyle de kamer in gerend, waar Jaden ook deze verslaat en voor dood achterlaat door een stapel stenen op hem te gooien. Luke komt de kamer binnen als Jaden al weg is en helpt Kyle om weg te komen. Jaden vliegt naar de Star Destroyer die om de planeet cirkelt en gebruikt deze om te ontsnappen.
In het verhaal zitten veel terugverwijzingen naar Star Wars Jedi Knight II: Jedi Outcast.